# Población de Arroyo
Población de Arroyo település Spanyolországban, Palencia tartományban. Población de Arroyo Moratinos, Lagartos, Ledigos, Cervatos de la Cueza, Villalcón, Villada és Escobar de Campos községekkel határos. Lakosainak száma 42 fő (2024).

## Népesség
A település népessége az elmúlt években az alábbi módon változott:
| Lakosok száma | 93   | 88   | 80   | 77   | 73   | 64   | 61   | 60   | 52   | 42   |
|               | 2001 | 2004 | 2007 | 2009 | 2012 | 2014 | 2017 | 2019 | 2022 | 2024 |